# Autorité provisoire de la coalition
Pour les articles homonymes, voir APC.
2003–2004
Entités précédentes :
- République d'Irak

Entités suivantes :
- Gouvernement intérimaire irakien

L'Autorité provisoire de la coalition ou APC (en anglais: Coalition Provisional Authority ; arabe : سلطة الائتلاف الموحدة) a été établie comme gouvernement après l'invasion de l'Irak par les États-Unis, le Royaume-Uni et la coalition internationale qui s'était formée pour renverser Saddam Hussein en 2003.
Elle a administré le pays du 21 avril 2003 au 28 juin 2004, date de sa dissolution et de son remplacement par le Gouvernement intérimaire irakien. Son premier dirigeant a été Jay Garner. Ce dernier a été remplacé au bout de quelques semaines par Paul Bremer, qui a assumé la direction de l'Autorité jusqu'à la fin des activités de celle-ci.
Sa localisation en Irak était dans la zone verte de Bagdad.

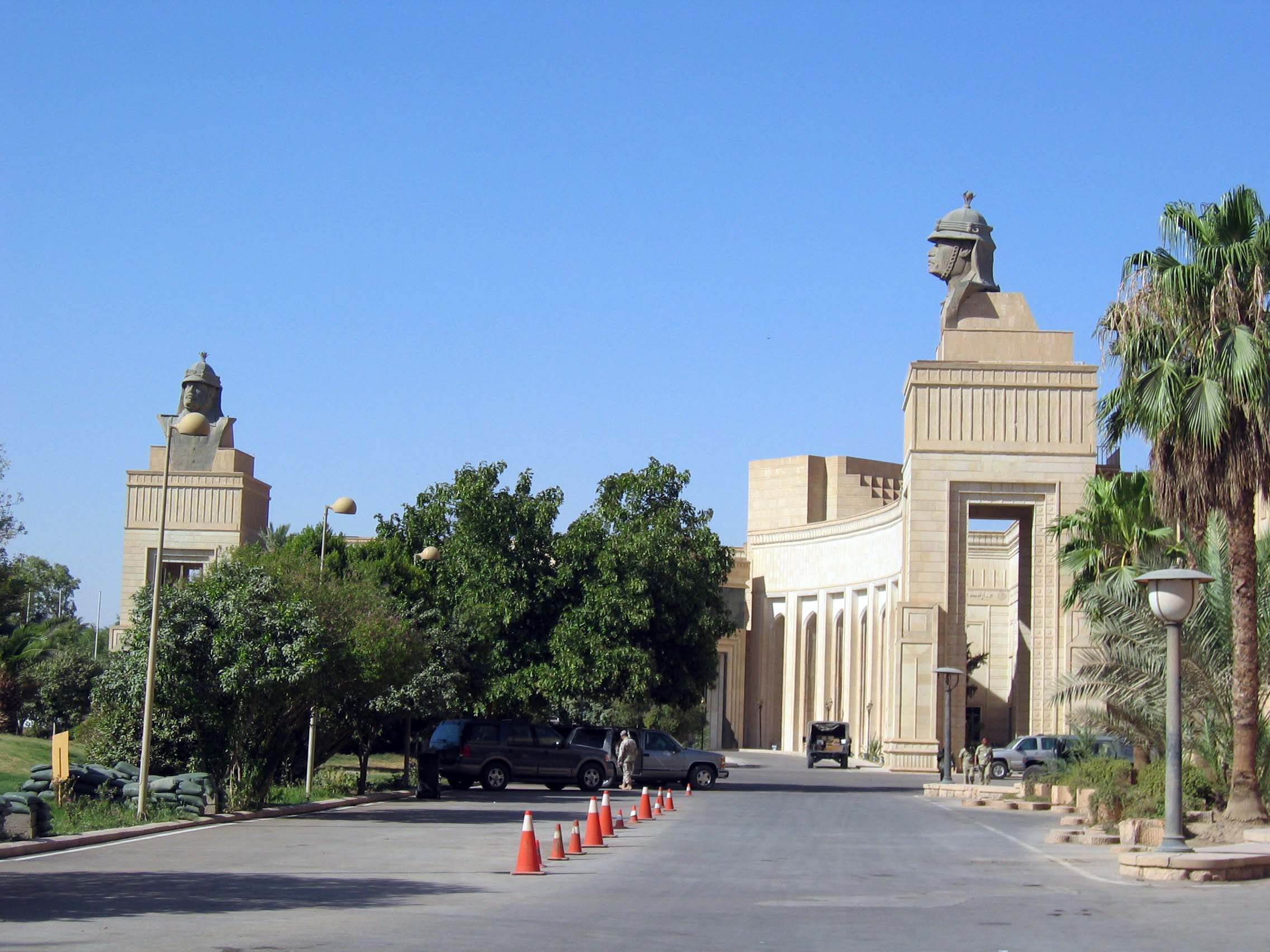
Le palais républicain à Bagdad sous occupation de l'Autorité provisoire de la Coalition en août 2003. Les statues en bronze de « Saddam le Guerrier » furent détruites quelque temps plus tard et revendues à une entreprise sud-coréenne en tant que ferraille.